# Cliffortia anthospermoides
Cliffortia anthospermoides är en rosväxtart som beskrevs av Fellingham. Cliffortia anthospermoides ingår i släktet Cliffortia och familjen rosväxter. Inga underarter finns listade i Catalogue of Life.